# 第8回参議院議員通常選挙
第8回参議院議員通常選挙（だい8かいさんぎいんぎいんつうじょうせんきょ）は、1968年（昭和43年）7月7日に日本で行われた国会（参議院）議員の選挙である。

## 概説
1962年改選の議員の任期満了に伴って実施された選挙である。この選挙の特徴として、知名度の高いタレント候補が多数出馬して当選したことが挙げられる。石原慎太郎や青島幸男、横山ノックなど新人タレント候補5名の得票は670万票を超え、中でも石原は301万票を突破し、青島も120万票を超える得票を得た。もう一つの特徴はテレビを利用した選挙戦が本格的に行われたことである。政党によるテレビCMが多数放映され、テレビによる政党討論会が従来より増やされた他、立ち会い演説会の中継も29県の地方区で行われた。また民放の毎日放送では候補者にアンケート調査を実施し、その回答結果を有権者の判断材料として「近畿の顔」で放送した。そして開票速報においてNHKとTBS、フジテレビの3局がコンピューターを初めて用いたことも特徴として挙げられる。
1970年には2年後の沖縄復帰を見込み、沖縄住民の国政参加特別措置法により沖縄県選挙区で国政参加選挙が実施されている。

## 選挙データ

### 内閣
- 第2次佐藤内閣（第62代）

### 投票日
- 1968年（昭和43年）7月7日

### 改選数
- 126議席（うち1は補充のため、任期3年）
  - 地方区：75議席
  - 全国区：51議席（うち1議席は補充のため、任期3年）

### 選挙制度
- 地方区
  - 小選挙区制：改選数25議席
    - 2人区（改選1名、単記投票）：25選挙区

  - 中選挙区制：改選数50議席
    - 4人区（改選2名、単記投票）：15選挙区
    - 6人区（改選3名、単記投票）：4選挙区
    - 8人区（改選4名、単記投票）：2選挙区
- 全国区
  - 大選挙区制：改選数51議席（うち1議席は補充のため、任期3年）

### 有権者と候補者
- 秘密投票
- 20歳以上の男女（戦後生まれの人はこの回から）
- 有権者[2]：65,866,145名 
  - 男性：31,709,561名
  - 女性：34,176,584名
- 立候補者[2]：305名
  - 地方区：212名
  - 全国区：93名

## 選挙結果

### 投票率
- 地方区：68.93%（投票者数：45,417,653名）
- 全国区：68.94%（投票者数：45,421,063名）

### 議席数
| 党派         | 地方区     | 地方区 | 地方区 | 全国区     | 全国区 | 全国区 | 議席 合計 |
| 党派         | 得票       | 比率   | 議席   | 得票       | 比率   | 議席   | 議席 合計 |
| ------------ | ---------- | ------ | ------ | ---------- | ------ | ------ | --------- |
| 自由民主党   | 19,405,546 |        | 48     | 20,120,089 | 46.7%  | 21     | 69        |
| 日本社会党   | 12,617,680 |        | 16     | 8,542,199  |        | 12     | 28        |
| 公明党       | 2,632,528  |        | 4      | 6,656,771  |        | 9      | 13        |
| 民主社会党   | 3,010,089  |        | 3      | 2,578,581  |        | 4      | 7         |
| 日本共産党   | 3,577,179  |        | 1      | 2,146,879  |        | 3      | 4         |
| その他の党派 | 106,587    |        | 0      | 157,501    |        | 0      | 0         |
| 無所属       | 1,910,371  |        | 3      | 2,872,279  |        | 2      | 5         |
| 合計         | 43,259,980 |        | 75     | 43,074,298 |        | 51     | 126       |

| 政党／無所属 | 改選 | 非改選 | 合計 |
| ------------ | ---- | ------ | ---- |
| 与党         | 69   | 68     | 137  |
| 自由民主党   | 69   | 68     | 137  |
| 野党他       | 57   | 56     | 113  |
| 日本社会党   | 28   | 37     | 65   |
| 公明党       | 13   | 11     | 24   |
| 民社党       | 7    | 3      | 10   |
| 日本共産党   | 4    | 3      | 7    |
| 無所属       | 5    | 2      | 7    |
| 合計         | 126  | 124    | 250  |

### 政党・政治団体
自由民主党
| 総裁     | 副総裁     | 幹事長   | 総務会長     | 政務調査会長 | 国会対策委員長 | 参議院議員会長 |
| -------- | ---------- | -------- | ------------ | ------------ | -------------- | -------------- |
| 佐藤栄作 | 川島正次郎 | 福田赳夫 | 橋本登美三郎 | 大平正芳     | 長谷川四郎     | 平井太郎       |

日本社会党
| 中央執行委員長 | 中央執行副委員長         | 書記長   | 政策審議会長 | 国会対策委員長 | 参議院議員会長 |
| -------------- | ------------------------ | -------- | ------------ | -------------- | -------------- |
| 勝間田清一     | 河野密 八百板正 山花秀雄 | 山本幸一 | 木村禧八郎   | 石橋政嗣       | 椿繁夫         |

公明党
| 中央執行委員長 | 中央執行副委員長         | 書記長   | 政策審議会長 | 国会対策委員長 | 参議院議員団長 |
| -------------- | ------------------------ | -------- | ------------ | -------------- | -------------- |
| 竹入義勝       | 白木義一郎 北条浩 和田覚 | 矢野絢也 | 鈴木一弘     | 浅井美幸       | 二宮文造       |

民社党
| 中央執行委員長 | 書記長 | 政策審議会長 | 国会対策委員長 | 参議院議員会長 | 常任顧問        |
| -------------- | ------ | ------------ | -------------- | -------------- | --------------- |
| 西村栄一       | 曾禰益 | 春日一幸     | 竹本孫一       | 向井長年       | 片山哲 西尾末広 |

日本共産党
| 議長     | 書記長   | 政策委員会責任者 | 国会対策委員長 | 参議院議員団長 |
| -------- | -------- | ---------------- | -------------- | -------------- |
| 野坂参三 | 宮本顕治 | 不破哲三         | 林百郎         | 岩間正男       |

## 議員

### この選挙で選挙区当選
自民党   社会党   公明党   共産党   民社党   無所属 
| 北海道   | 北海道     | 北海道   | 北海道     | 青森県     | 岩手県     | 宮城県     | 秋田県       | 山形県     | 福島県     | 福島県     |
| -------- | ---------- | -------- | ---------- | ---------- | ---------- | ---------- | ------------ | ---------- | ---------- | ---------- |
| 大矢正   | 河口陽一   | 西田信一 | 吉田忠三郎 | 山崎竜男   | 増田盛     | 高橋文五郎 | 山崎五郎     | 白井勇     | 鈴木省吾   | 松平勇雄   |
| 茨城県   | 茨城県     | 栃木県   | 栃木県     | 群馬県     | 群馬県     | 埼玉県     | 埼玉県       | 千葉県     | 千葉県     |            |
| 郡祐一   | 森元治郎   | 植竹春彦 | 矢野登     | 佐田一郎   | 丸茂重貞   | 上原正吉   | 瀬谷英行     | 木島義夫   | 渡辺一太郎 |            |
| 神奈川県 | 神奈川県   | 山梨県   | 東京都     | 東京都     | 東京都     | 東京都     | 新潟県       | 新潟県     | 富山県     |            |
| 佐藤一郎 | 竹田四郎   | 吉江勝保 | 阿部憲一   | 安井謙     | 松下正寿   | 占部秀男   | 松井誠       | 塚田十一郎 | 杉原一雄   |            |
| 石川県   | 福井県     | 長野県   | 長野県     | 岐阜県     | 静岡県     | 静岡県     | 愛知県       | 愛知県     | 愛知県     | 三重県     |
| 安田隆明 | 熊谷太三郎 | 林虎雄   | 小山邦太郎 | 古池信三   | 山本敬三郎 | 栗原祐幸   | 成瀬幡治     | 渋谷邦彦   | 柴田栄     | 斎藤昇     |
| 滋賀県   | 京都府     | 京都府   | 大阪府     | 大阪府     | 大阪府     | 兵庫県     | 兵庫県       | 兵庫県     | 奈良県     | 和歌山県   |
| 西村関一 | 林田悠紀夫 | 河田賢治 | 中山太郎   | 白木義一郎 | 村尾重雄   | 浅井亨     | 佐野芳雄     | 萩原幽香子 | 新谷寅三郎 | 前田佳都男 |
| 鳥取県   | 島根県     | 岡山県   | 岡山県     | 広島県     | 広島県     | 山口県     | 徳島県       | 香川県     | 愛媛県     | 高知県     |
| 足鹿覚   | 山本利寿   | 小枝一雄 | 矢山有作   | 中津井真   | 松本賢一   | 二木謙吾   | 久次米健太郎 | 平井太郎   | 堀本宜実   | 塩見俊二   |
| 福岡県   | 福岡県     | 福岡県   | 佐賀県     | 長崎県     | 熊本県     | 熊本県     | 大分県       | 宮崎県     | 鹿児島県   | 鹿児島県   |
| 小柳勇   | 鬼丸勝之   | 米田正文 | 杉原荒太   | 久保勘一   | 高田浩運   | 園田清充   | 後藤義隆     | 平島敏夫   | 田中茂穂   | 川上為治   |

### この選挙で全国区当選
自民党   社会党   公明党   共産党   民社党   無所属 
| 1位-10位  | 石原慎太郎 | 青島幸男 | 上田哲     | 今東光     | 重宗雄三   | 長谷川仁   | 大松博文 | 三木忠雄 | 小林国司 | 二宮文造   |
| 11位-20位 | 田渕哲也   | 鈴木一弘 | 上林繁次郎 | 小笠原貞子 | 塩出啓典   | 岩間正男   | 永野鎮雄 | 峯山昭範 | 森八三一 | 沢田実     |
| 21位-30位 | 加藤シヅエ | 小林武   | 内田善利   | 向井長年   | 横山ノック | 松本英一   | 藤原房雄 | 渡辺武   | 中村正雄 | 上田稔     |
| 31位-40位 | 若林正武   | 玉置猛夫 | 迫水久常   | 源田実     | 鈴木強     | 大竹平八郎 | 長田裕二 | 和田静夫 | 藤原道子 | 田口長治郎 |
| 41位-50位 | 大谷藤之助 | 江藤智   | 亀井善彰   | 長屋茂     | 山下春江   | 田中一     | 安永英雄 | 阿具根登 | 高山恒雄 | 横川正市   |

- 補欠当選（任期3年）- 第7回で選出された松本治一郎の欠員による。

| 51位 | 北村暢 |

- 沖縄・国政参加特別措置法による参議院議員選挙　（1970年（昭和45年）11月15日執行）

| 沖縄県 | 喜屋武眞榮 | 稲嶺一郎 |

### 補欠当選
- 長崎選挙区 久保勘一（長崎県知事選立候補による退職）→初村滝一郎（1970.3.15補欠当選）
- 山梨選挙区 吉江勝保（1970.9.17死去）→星野重次（1970.11.1補欠当選）
- 三重選挙区 斎藤昇（1972.9.8死去）→斎藤十朗（1972.10.22補欠当選）
- 兵庫選挙区 佐野芳雄（1972.9.27死去）→中西一郎（1972.11.5補欠当選）
- 静岡選挙区 栗原祐幸（衆院選立候補による辞職）→斎藤寿夫（1972.12.10補欠当選）
- 新潟選挙区 松井誠（1972.11.10死去）→君健男（1972.12.17補欠当選）
- 香川選挙区 平井太郎（1973.12.4死去）→平井卓志（1974.1.27補欠当選）

### この選挙で初当選
計50名
- 衆議院議員経験者には「※」の表示。

自由民主党
23名
- 石原慎太郎
- 上田稔
- 長田裕二
- 亀井善彰
- 河口陽一※

- 久次米健太郎
- 小枝一雄※
- 小林国司
- 今東光
- 鈴木省吾

- 大松博文
- 高田浩運
- 田口長治郎※
- 玉置猛夫
- 永野鎮雄

- 長屋茂
- 中山太郎
- 増田盛
- 矢野登
- 山崎五郎

- 山本敬三郎
- 若林正武
- 渡辺一太郎

日本社会党
8名
- 足鹿覚※
- 上田哲
- 杉原一雄
- 竹田四郎
- 松井誠※

- 松本英一
- 安永英雄
- 和田静夫

公明党
8名
- 阿部憲一
- 上林繁次郎
- 内田善利
- 沢田実
- 塩出啓典

- 藤原房雄
- 三木忠雄
- 峯山昭範

民主社会党
3名
- 田渕哲也
- 萩原幽香子
- 松下正寿

日本共産党
3名
- 小笠原貞子
- 河田賢治※
- 渡辺武

無所属
5名
- 青島幸男
- 塚田十一郎※
- 安田隆明
- 山崎竜男
- 横山ノック

### この選挙で返り咲き
計3名
自由民主党
1名
- 川上為治

日本社会党
1名
- 阿具根登

民主社会党
1名
- 村尾重雄

### この選挙で引退・不出馬
計29名
自由民主党
15名
- 稲浦鹿蔵
- 紅露みつ
- 小林篤一
- 小柳牧衛
- 近藤鶴代

- 鈴木万平
- 竹中恒夫
- 館哲二
- 中野文門
- 中山福蔵

- 野知浩之
- 林田正治
- 森田たま
- 森部隆輔
- 山崎斉

日本社会党
9名
- 阿部竹松
- 伊藤顕道
- 大河原一次
- 小酒井義男
- 柴谷要

- 杉山善太郎
- 鈴木壽
- 野溝勝
- 光村甚助

公明党
3名
- 和泉覚
- 辻武寿
- 北条雋八

日本のこえ　
1名
- 鈴木市蔵

無所属
1名
- 相沢重明

### この選挙で落選
計22名
自由民主党
11名
- 石井桂
- 川野三暁
- 岸田幸雄
- 笹森順造
- 天坊裕彦

- 豊田雅孝
- 仲原善一
- 林塩
- 林屋亀次郎
- 日高広為

- 横井太郎

日本社会党
8名
- 稲葉誠一
- 佐多忠隆
- 椿繁夫
- 中村順造
- 野々山一三

- 藤田藤太郎
- 柳岡秋夫
- 渡辺勘吉

公明党
1名
- 鬼木勝利

無所属
2名
- 石本茂
- 岡田宗司